# لوئیجی ده مانینکور
لوئیجی ده مانینکور (انگلیسی: Luigi De Manincor; ۱۴ ژوئیهٔ ۱۹۱۰ – ۱۳ فوریهٔ ۱۹۸۶) قایقران قایق بادبانی اهل ایتالیا بود.